# Wolf-Dieter Storl

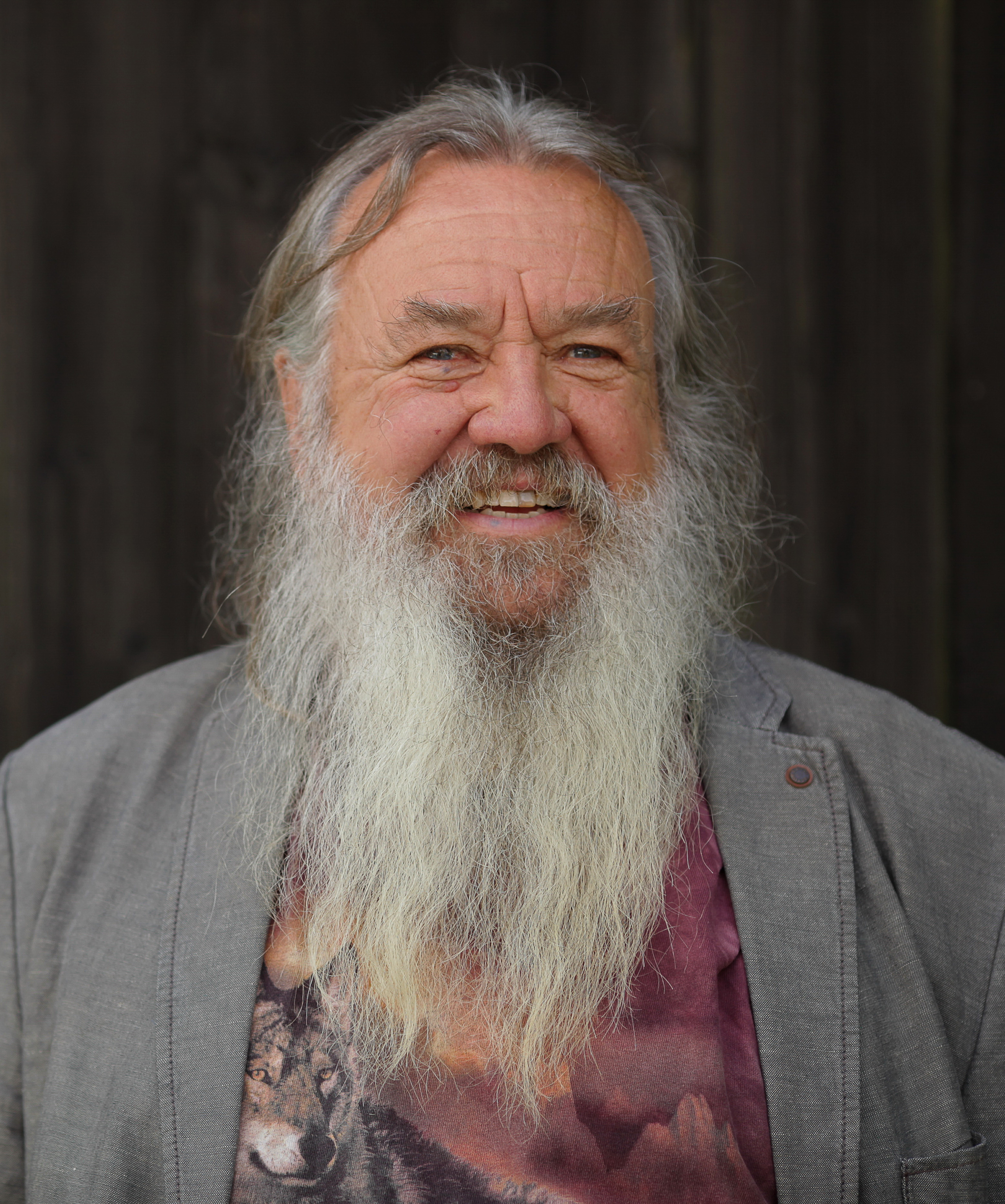
Wolf-Dieter Storl in 2016

Wolf-Dieter Storl (Sachsen bei Ansbach, 1 oktober 1942) is een Duitse antropoloog en schrijver.
Wolf-Dieter Storl werd geboren in Duitsland maar emigreerde in de jaren vijftig naar de Verenigde Staten. Hij heeft veel 
geschreven over planten, kruiden en groenten, over biologisch tuinieren, en over de rol en betekenis van planten bij onder meer de Kelten en de Germanen. In 2005 verscheen van zijn hand tevens een opmerkelijk boek over de geschiedenis van en de symboliek rond de beer.
Hij was verbonden aan diverse universiteiten in onder meer de Verenigde Staten en Zwitserland en bezocht in het kader van zijn onderzoeken talloze inheemse volkeren op diverse continenten.
Sinds het einde van de jaren tachtig woont hij in Allgäu.
- Bibsys: 13040592
- Bibliothèque nationale de France: cb14636574r (data)
- CiNii: DA07826789
- Gemeinsame Normdatei: 120340410
- International Standard Name Identifier: 0000 0000 8154 4915
- Library of Congress Control Number: n90668863
- Nationale Bibliotheek van Letland: 000132003
- Bibliotheek van het Japanse parlement: 01119766
- Nationale Bibliotheek van Tsjechië: jn20010310172
- Nederlandse Thesaurus van Auteursnamen: 143822519
- Istituto Centrale per il Catalogo Unico: PALV042114
- Système universitaire de documentation: 174739990
- Virtual International Authority File: 74109490
- WorldCat: E39PBJfcP39cfwPmH6jQj44H4q